# Hloh obecný

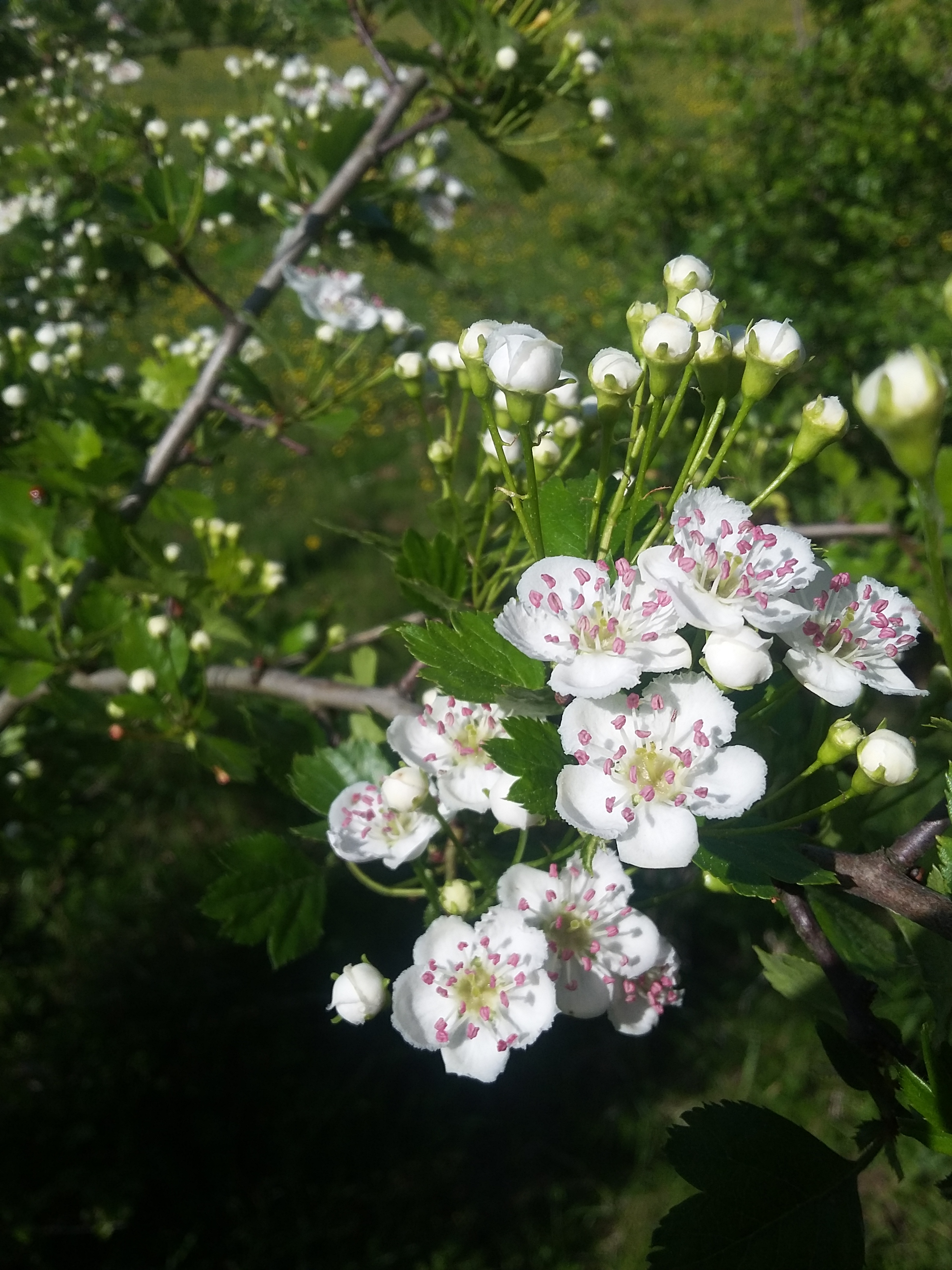
Květ hlohu obecného

Hloh obecný (Crataegus laevigata), česky též hloh dvousemenný, je trnitý keř nebo nízký strom rozšířený zejména v Evropě.

## Popis
Hloh obecný je opadavá listnatá dřevina tvaru keře nebo stromu, dosahující výšky nejvýše 8 metrů. Na tenkých šedavě zbarvených větvích rostou v paždí trnů střídavě postavené laločnaté listy o velikosti 3 až 5 cm. Trny (kolce) dorůstají délky až 2,5 cm. Květy jsou pětičetné, bílé až růžové, o průměru asi 15 mm a rostoucí po pěti až deseti v chocholících od začátku května do konce června. Pro květy jsou charakteristické dvě čnělky a nepříjemný zápach. Plodem jsou červené kulovité malvice, obsahující dvě nebo tři semena, dozrávající v září až v říjnu.

## Rozšíření
Roste v celé západní a střední Evropě, částečně je rozšířen i v severní Africe a v Asii. V horách, například v Algavských Alpách, sahá jeho rozšíření až do výše 1000 m n. m. Vyskytuje se ponejvíce v polostinných místech na průměrně vlhkých, propustných, spíše úživnějších půdách; vyrůstá na okrajích lesů, v mezofilních křovinách podél mezí nebo potoků, též jako příměs v keřovém patře lužních lesů, dubohabřin a některých teplomilných doubrav. V zahradnictví se používá na pěstování živých plotů.

## Léčivé účinky
V lidovém léčitelství se používají především sušené květy pro přípravu odvaru, který zlepšuje srdeční činnost, snižuje krevní tlak, pomáhá při nespavosti a má uklidňující účinky pokud se užívá dlouhodobě. Stejné účinky mají méně často používané plody. Je vhodné jej kombinovat s rakytníkem řešetlákovým. Šlechtěné odrůdy hlohu nemají žádné léčebné účinky.